# Tatort: Einzelhaft
Einzelhaft ist ein Fernsehfilm aus der Fernseh-Kriminalreihe Tatort der ARD und des ORF. Der Film wurde vom WDR produziert und am 21. August 1988 erstmals gesendet. Es ist die 209. Folge der Tatort-Reihe und die 17. mit den Kriminalhauptkommissaren Horst Schimanski (Götz George) und Christian Thanner (Eberhard Feik). Anlässlich des 40. Sendejubiläums des Duisburger Tatorts strahlte der WDR am 18. Januar 2022 eine in HD abgetastete und digital restaurierte Folge aus.

## Handlung
Ilona Vogtländer glaubt nicht, dass ihr Vater seine Frau Eva getötet hat. Doch Rolf Vogtländer, der sich im Gefängnis befindet, schweigt beharrlich und bittet Kriminalhauptkommissar Schimanski, seine Tochter daran zu hindern, weitere Nachforschungen anzustellen. Hafenarbeiter finden derweil eine erdrosselte unbekannte Prostituierte. Schimanski ist so beschäftigt mit dem bereits abgeschlossenen Fall Vogtländer, dass Thanner die Ermittlungen in Sachen Prostituierte erst einmal allein führen muss. Ilona will mehr über ihre Stiefmutter Eva herausfinden und fährt deshalb vor allem nachts Taxi. Sie wird in eine Falle gelockt, überfallen und soll umgebracht werden. Doch als Schimanski auftaucht, gelingt es ihm, die Angreifer zu vertreiben. Durch einen Zeitungsbericht erfährt Ilona von der aufgefundenen Toten und erzählt Schimanski, dass sie die junge Frau gekannt habe und dass diese in einem als Wohnung getarnten Bordell gelebt habe.
Schimanski und sein Kollege Thanner suchen die besagte Wohnung auf und stellen fest, dass es sich dabei tatsächlich um ein Bordell handelt. Während Thanner die drei Prostituierten aufs Revier bringt, schnappt sich Schimanski einen jungen Mann, der das Bordell kurz zuvor verlassen hat. Zufällig ist es einer der Männer, der Ilona am vorhergehenden Abend angegriffen hatte. Im Laufe der Vernehmung kann Thanner aus dem jungen Mann herausbekommen, dass Ilonas Stiefmutter Eva zusammen mit dem Speditionskaufmann Reiko Plewitsch das Bordell betrieben hat. Die junge Frau wurde von dessen Kumpel Jani erwürgt, weil sie beide verraten wollte. Auf dem Weg zu Plewitsch kommt Thanner am Wagen von Plewitschs Sekretärin vorbei, die genau wie Eva Vogtländer erdrosselt wurde. Ihr hatte es Ilona zu verdanken, dass sie dem als Wohnung getarnten Bordell auf die Spur kam.
Der zweite Schläger Jani verschafft sich Zugang zu Ilonas Wohnung, wird jedoch von Schimanski unsanft überwältigt. Schimanski, Ilona, ihr Vater (in Begleitung von Hänschen, einem Kollegen von Schimanski und Thanner) und Thanner finden sich schließlich alle zu einer Gegenüberstellung in Plewitschs Spedition ein, wo Ilonas Vater seiner Tochter begreiflich machen will, dass er seine Frau tatsächlich umgebracht habe, nachdem er von ihren Machenschaften erfahren hatte. Für Plewitsch scheint alles klar, doch plötzlich ergreift Ilona Schimanskis Waffe und schießt Plewitsch nieder, weil sie ihn für das Übel der Familientragödie hält.

## Hintergrund
Regisseur Theodor Kotulla drehte bereits 1977 zusammen mit Götz George den Film Aus einem deutschen Leben. Der Song Slap Bang In The Middle stammt von Roger Chapman.

### Produktion und DVD
Gedreht wurde vom 28. September 1987 bis zum 23. Oktober 1987 sowie vom 11. bis zum 15. Januar 1988 in Duisburg sowie in den Bavaria Filmstudios in München.
Während der Dreharbeiten im Januar 1988 erlitt der Schauspieler Eberhard Feik einen Herzinfarkt, woraufhin er sich drei Bypass-Operationen unterziehen musste.
Die Folge Einzelhaft ist enthalten in der DVD-Box „Vol.1: Schimanski“. Die DVD enthält fünf weitere Fälle.

## Kritik
filmforen.de meinte, dass Regisseur Kotulla „seinen herrlich stoischen Stil wahre, von dem besonders Eberhard Feik zu profitieren wisse, der als Thanner am permanenten Rande des Nervenzusammenbruchs einige der komischsten Auftritte seiner Ermittler-Karriere hinlegen dürfe. […] Großes Spiel des wunderbaren Feik, das mal wieder nachdrücklich beweist, dass ein Schimmi ohne sein’ Thanner ooch nur die halbe Miete is’.“
TV Spielfilm urteilte, „dieses Team bleibt die Nr. 1 des deutschen Krimis“.